# San Miguel de Otopongo
San Miguel de Otopongo es un caserío peruano ubicado en el distrito de Pativilca, perteneciente a la provincia de Barranca del departamento de Lima, en la costa central del Perú. 

## Ubicación
San Miguel de Otopongo se ubica al norte de la provincia de Barranca, en el distrito de Pativilca, en el departamento de Lima.

## Demografía
En 2017 San Miguel de Otopongo tenía una población de 199 habitantes.